# 利貝雷茨縣
利貝雷茨縣（捷克語：Okres Liberec），是捷克的縣份，位於該國北部，由利貝雷茨州負責管轄，首府設於利貝雷茨，面積988.9平方公里，2007年人口163,456，人口密度每平方公里165人。